# (29651) 1998 WA9
(29651) 1998 WA9 est un astéroïde de la ceinture principale d'astéroïdes découvert en 1998.

## Description
(29651) 1998 WA9 a été découvert le 22 novembre 1998 à l'observatoire de Fair Oaks Ranch au Texas, États-Unis, par John V. McClusky.

### Caractéristiques orbitales
L'orbite de cet astéroïde est caractérisée par un demi-grand axe de 2,27 ua, un périhélie de 1,90 ua, une excentricité de 0,16 et une inclinaison de 7,32° par rapport à l'écliptique. Du fait de ces caractéristiques, à savoir un demi-grand axe compris entre 2 et 3,2 ua et un périhélie supérieur à 1,666 ua, il est classé, selon la JPL Small-Body Database, comme objet de la ceinture principale d'astéroïdes.

### Caractéristiques physiques
(29651) 1998 WA9 a une magnitude absolue (H) de 15,8 et un albédo estimé à 0,218.